# Departamento de Jinotega
Jinotega es un departamento de Nicaragua. Su cabecera departamental es Jinotega. Está situado en la frontera norte, limitando con la República de Honduras. Fundado el 15 de octubre de 1891, es el departamento más extenso del país y la tercera entidad en extensión territorial de Nicaragua después de las dos regiones autónomas del país.
El departamento genera su propia energía a través de la Represa del Lago Apanás, que también es un atractivo turístico. La serranía Isabelia contiene varios picos y macizos de bosques nubosos como el «Chimborazo» (1688 m.), «el Diablo» (1640 m.) con la cascada «La Bujona». Además, se encuentran el «Macizo de "Peñas Blancas"» (1745 m.) que contiene varias gotas de agua, y la Reserva de Bosawás, la reserva de la biósfera más grande de Centroamérica.

## Geografía
El departamento presenta elevados relieves que son parte de la Cordillera Isabelia y sus estribaciones. Hacia el Oeste se encuentra el nudo de Yalí. El punto más alto es el Kilambé (1750 m.) otras elevaciones son:
- El Cúspire (1701 m.),
- Peñas Blancas (1745 m.),
- El Chimborazo (1688 m.),
- El Diablo (1640 m.),
- El Bote (1203 m.),
- Tasúa (1226 m.),
- Kininowas (1212 m.),
- Ucapina (1065 m.),
- Baba (1210 m.).

En lo que se refiere a «valles intramontanos» están el de Pantasma, el de El Cua, del Iyás y el de Apanás, este último fue inundado y convertido en lago artificial por el embalse del río Tuma.
La mayor parte del territorio está ubicado dentro de la cuenca del río Coco, con los ríos Coco, Yalí, Montecristo, Pantasma, Chachagua, Gusanera, Wamblán, Bocay, Wina y Amaka.

### Límites
Límites del departamento

| Noroeste: Madriz y Nueva Segovia | Norte: Honduras | Noreste: Costa Caribe Norte |
| Oeste: Estelí                    |                 | Este: Costa Caribe Norte    |
| Suroeste: Estelí                 | Sur: Matagalpa  | Sureste: Matagalpa          |

### Relieve
Región alta y montañosa con muchas estribaciones y valles angostos.

#### Montañas

##### Alturas sudoccidentales
- Zinica (1365 m.)
- Diablo (1640 m)
- Chimborazo (1689 m.)
- Cuspire (1701 m.)
- Peñas Blancas (1745 m.)
- Kilambé (1750 m.)

##### Alturas nororientales
- Toro (1652 m.)
- Saslaya (1651 m.)
- Quininoguas (1212 m.)
- Babá (1210 m.)
- Yeluca (1200 m.)
- Asan Rahra (1132 m.)
- Ucapina (1065 m.)

#### Valles
- Pantasma
- Cua
- Güigüilí
- Wamblán
- Bocay

#### Ríos
- Tuma y Viejo, que en conjunto forman el embalse de Apanás a 1000 m s. n. m.
- Coco o Segovia (745 km) y sus afluentes: Yalí, Montecristo, Pantasma, Cua, Wamblán, Ulwaskin, Bocay, Wina y Amaka.

## Historia
El departamento de Jinotega es el más grande de Nicaragua. Debido a su posición geográfica sus habitantes tienen relaciones con las regiones del centro y del este de Nicaragua. Esto explica que es muy antiguo su territorio y que fue ocupado por diferentes grupos humanos. En el norte se establecieron los misquitos y los sumos. Hacia el oeste pueblos que hablaban el Matagalpa y el Chorotega. Del poblado original quedan muchas huellas en distintas partes del departamento. En el primer asiento urbano que tuvo la población de Yalí, en el lugar llamado El Molino, en cuyas inmediaciones abundaban los calpules o montículos aborígenes, ricos en cerámicas antiguas que acreditan la existencia y permanencia del antiguo pueblo indígena en sus inmediaciones. Más tarde vinieron los españoles y trataron de imponer su dominio. Los indígenas se negaban a someterse. Había pueblos controlados por los españoles y pueblos libres. Jinotega era el más grande de los poblados controlados por los españoles, pero al fin terminaron mezclándose con la cristiandad.
Para 1535 el corregimiento de Sébaco comprendía al mismo Sébaco, Metapa y territorios de los actuales departamentos de Matagalpa y Jinotega abarcando hasta Acoyapa en el actual departamento de Chontales.
En 1568 la Corona crea el corregimiento de Sébaco – Chontales que comprende a los pueblos indios de: Sébaco, Matagalpa, Muy Muy y Jinotega. En 1608 la División Política Administrativa consistía en: El Realejo, Sébaco y Chontales, Subtiaba y Monimbó y la Alcaldía Mayor de Nicoya. Para 1786 Nicaragua quedó dividida en cinco partidos: León, Matagalpa, El Realejo, Subtiaba y Nicoya. Al partido de Matagalpa pertenecían los pueblos anexos: Sébaco, Muy Muy, San Ramón, Jinotega, Teustepe, Boaco, Camoapa, Comalapa, Palacagüina, Condega, Telpaneca, Segovia, Ocotal, Mozonte, Estelí, Jícaro, Jalapa, Pueblo - Nuevo, Totogalpa, Tepesomoto y Yalagüina.

### Creación del departamento
La primera Constitución Política del estado de Nicaragua, del 8 de abril de 1826, declara que el territorio del Estado comprende los partidos de Nicaragua: Rivas, Granada, Managua, Matagalpa, Segovia, Subtiaba y El Realejo, como consecuencia de lo establecido en esa Constitución, el Partido de Matagalpa lo forman los actuales departamentos de Matagalpa, Jinotega y Estelí. Pero al separarse Nicaragua de los estados federados de Centroamérica, bajo el gobierno del doctor José Núñez y por Decreto Constituyente de 30 de abril de 1838, Jinotega pasó a formar parte de uno de los cuatro departamentos: Oriental, Occidental, Septentrión y Mediodía. Este departamento del Septentrión los formaban los distritos de Segovia y Matagalpa y a su vez, el distrito de Matagalpa comprendía las poblaciones de Matagalpa, Jinotega, San Rafael, Sébaco, Metapa, Terrabona, San Dionisio, Esquipulas, Muy Muy y San Ramón. Esta división política terminó con la emisión de la primera Constitución Política de la República de Nicaragua, emitida el 19 de agosto de 1858, que dividió el territorio de la República en los siguientes 7 departamentos: Chinandega, León, Nueva Segovia, Matagalpa, Chontales, Rivas y Granada. Conformaban el nuevo departamento de Matagalpa, sus actuales municipios y los pueblos de Jinotega, San Rafael y La Concordia. El 15 de octubre de 1891, el Congreso de la República de Nicaragua crea el departamento de Jinotega separándolo del departamento de Matagalpa. El departamento de Jinotega incluía los pueblos de Jinotega, San Rafael, La Concordia y San Isidro. La región de Bocay fue anexada en 1894. En 1908 se fundó el municipio de San Sebastián de Yalí. El 20 de febrero de 1913, la Asamblea Nacional Constituyente de Nicaragua, aprobó anexar el pueblo de San Isidro, que pertenecía al departamento de Jinotega, al departamento de Matagalpa. Por ley de la Asamblea Nacional, en el año 1989; se crean los municipios de Santa María de Pantasma, Güigüilí y Cua - Bocay. En el 20 de febrero de 2002 la Asamblea Nacional crea el municipio de San José de Bocay, cuyo territorio se desmembró del antiguo municipio de El Cua-Bocay.

## Demografía
El departamento de Jinotega es el cuarto departamento más poblado de Nicaragua con 499 mil habitantes según las últimas estimaciones.
| Población histórica del departamento de Jinotega | Población histórica del departamento de Jinotega | Población histórica del departamento de Jinotega |
| Año                                              | Habitantes                                       | Fuente                                           |
| ------------------------------------------------ | ------------------------------------------------ | ------------------------------------------------ |
| 1906                                             | 21 979                                           | Censo nicaragüense de 1906                       |
| 1920                                             | 27 065                                           | Censo nicaragüense de 1920                       |
| 1940                                             | 36 725                                           | Censo nicaragüense de 1940                       |
| 1950                                             | 48 325                                           | Censo nicaragüense de 1950                       |
| 1963                                             | 76 936                                           | Censo nicaragüense de 1963                       |
| 1971                                             | 90 640                                           | Censo nicaragüense de 1971                       |
| 1995                                             | 257 933                                          | Censo nicaragüense de 1995                       |
| 2005                                             | 331 335                                          | Censo nicaragüense de 2005                       |
| 2023                                             | 499 289                                          | Estimaciones del INIDE                           |

Jinotega tiene una población actual de 499,289 habitantes. De la población total, el 50.2% son hombres y el 49.8% son mujeres. Casi el 25.1% de la población vive en la zona urbana.

## División administrativa
El departamento de Jinotega está dividido administrativamente en ocho municipios:
| Municipio               | Superficie | Población  | Población       |
| Municipio               | Superficie | Censo 2005 | Estimación 2023 |
| ----------------------- | ---------- | ---------- | --------------- |
| El Cua                  | 636.9 km²  | 43,305     | 62,160          |
| Güigüilí de Jinotega    | 2,370 km²  | 57,485     | 78,488          |
| Jinotega                | 880.3 km²  | 99,382     | 153,028         |
| La Concordia            | 151.0 km²  | 6,486      | 7,445           |
| San José de Bocay       | 3,990 km²  | 42,029     | 76,907          |
| San Rafael del Norte    | 232.8 km²  | 17,789     | 23,919          |
| San Sebastián de Yalí   | 400.9 km²  | 26,979     | 39,563          |
| Santa María de Pantasma | 560.0 km²  | 37,880     | 57,779          |

## Naturaleza y clima
Según la clasificación climática de Köppen, el departamento tiene un clima tropical de sabana.
Además es variado determinado por las elevaciones y la orientación de sus serranías, siendo la zona más seca La Concordia con 1300 mm de precipitación y la región de la Reserva de Bosawás la más húmeda con 2500 mm de precipitación anual. En cambio la temperatura en general es templado bajando a 20 °C en Jinotega y hasta 14 °C en el «Macizo de "Peñas Blancas"».
El crepúsculo civil matutino o amanecer se presenta más temprano a las 4:53 a. m. del 29 de mayo al 9 de junio y del 21 al 31 de enero se presenta más tarde a las 5:49 a. m. El crepúsculo civil vespertino o anochecer se presenta más temprano del 13 al 24 de noviembre a las 5:28 p. m. y del 2 al 15 de julio se presenta más tarde a las 6:29 p. m.

## Reservas naturales
- Reserva Natural «Miraflor», que comparte con Estelí.
- Reserva Natural «Macizo de "Peñas Blancas"», que comparte con Matagalpa.
- Reserva Natural «Volcán Yalí»
- Reserva Natural «Datanlí»
- Reserva Natural «Kilambé»
- Reserva de la biosfera Bosawás, con 20 000 km², la más extensa de América Central, que comparte con el Caribe Norte, y comprende el noreste del departamento.
- Parque nacional Saslaya que comparte con Caribe Norte.

## Economía
La principal actividad agropecuaria está en la agricultura (café, frijol, maíz, papa, plátano, cebolla, tomate, repollo, arroz, cacao y tabaco) y en la ganadería (bovina, porcina y caprina) para su comercialización.

## Ecología
La vegetación es diversa, son frecuentes los pinares y robledales y en las cumbres más altas la vegetación es de nebliselva. Más al norte, por el río Coco, la vegetación es más de trópico húmedo.
En las zonas secas intermedias hay pinares y robledales, en las cumbres bosques húmedos y nublados.

## Símbolos
- Árbol departamental: El Nogal.
- Ave departamental: El Pájaro Rancho o Campana.
- Flor departamental: El Torito.

## Turismo
Para distracción de los turistas, este municipio posee atractivos paseos, entre los que ocupan un lugar preferente: el Lago Apanás, alimentado por la represa «Mancotal» donde se recogieron las aguas de los ríos Tuma, Jinotega, Jiguina y Mancotal. Fue construido para generar energía eléctrica con la «planta hidroeléctrica "Centroamérica"», en la región de «El Cacao». También esta el lago «El Dorado» con una extensión de 3 km². Ambos lagos están separados por la represa de «Asturias», ubicada a 25 km de la ciudad. Hay varios accesos cuyas orillas son usados como balnearios por los turistas nacionales y extranjeros.

### Puntos de interés
Hay varios restaurantes y mercados de todo el departamento de Jinotega, que sirven diversas frutas, verduras, carnes y bebidas. La ciudad de Jinotega se encuentra en las proximidades del lago artificial de Apanás. Un pueblo llamado San Rafael del Norte está a solo 20 minutos de distancia en una buena carretera asfaltada. San Rafael fue el cuartel general de las tropas del general Sandino en la década de 1920 y principios de 1930. Tiene una bonita iglesia y pequeño museo de Augusto C. Sandino y su esposa Blanca Aráuz.

### Atracciones

#### Convivencia natural, histórica y religiosa.
- La Concordia, ciudad natal del General Benjamín Zeledón.
- San Rafael del Norte, donde el general Augusto C. Sandino se casó con Blanca Aráuz y cumplió su labor pastoral el siervo de Dios Fray Odorico D'Andrea.
- «Basílica "San Rafael Arcángel"», declarada Monumento Artístico Nacional en San Rafael del Norte.
- «Casa Museo "Blanca Aráuz"».
- Canopy «La Brellera» en las afueras de San Rafael del Norte, con un recorrido aéreo atado a cuerdas sobre las copas de los árboles y la Cabaña de Tío Nacho, un lugar para descansar en medio de la naturaleza.

#### Experiencia de turismo rural y comunitario.
- Recorrido por la reserva natural «Cerro Datanlí - El Diablo» para conocer su bosque de nebliselva y la cascada «La Bujona» guiados por habitantes de la reserva con quienes se comparten sus actividades cotidianas.
- «La Bastilla» Ecolodge.
- Agroturismo en Santa María de Pantasma.
- Ecoturismo en «La Fundadora» y en la Finca «Vida Joven» ubicadas sobre la carretera Jinotega - Matagalpa.
- Cerámica Negra en el Valle «Las Cureñas».

#### Experiencia natural y cultural
- Reserva de Bosawás, reserva de Biosfera declarada por la UNESCO y al «Macizo "Peñas Blancas"».
- Tour de naturaleza del café en la reserva natural «Cerro Kilambé» (Güigüilí de Jinotega) y en la finca «Santa Maura» para conocer todo sobre el cultivo de este grano llamado el «oro verde».
- Reserva natural «Volcán Yalí».
- Reserva Natural «El Jaguar» que ofrece senderos para el avistamiento de aves y cabañas para los visitantes.
- Finca Agro Turística «Kilimanjaro» en donde el visitante aprenderá de la producción del café.

#### Experiencia de pesca y navegación
- Turismo de aventura en el Lago Apanás en donde se realizan actividades de pesca deportiva y competencias de botes de remos, este lago artificial, hoy en día, es hábitat de una gran variedad de flora y fauna lacustre.

## Religión

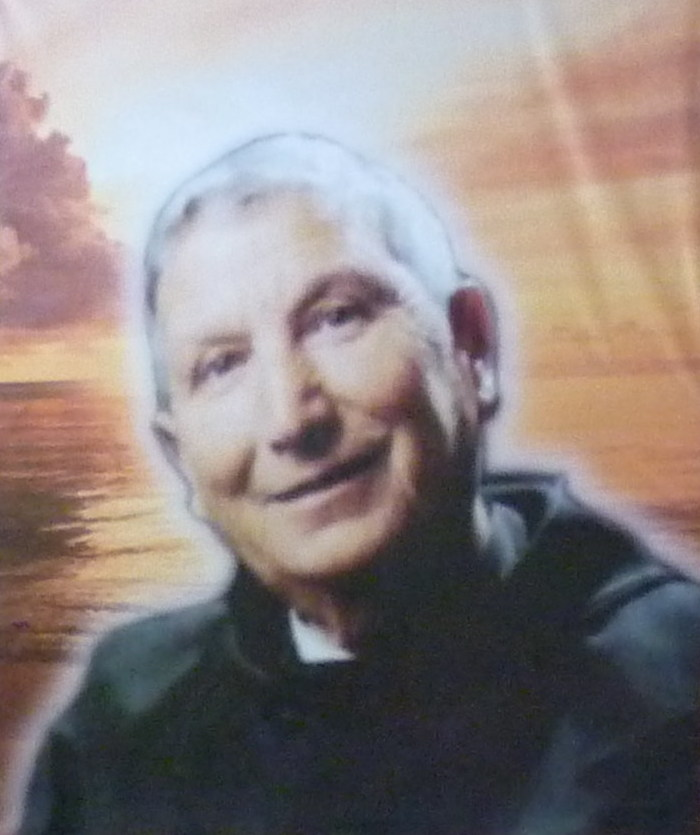
Retrato del Padre Odorico D'Andrea, arriba del Sarcófago con sus restos mortales, en San Rafael del Norte, Jinotega

Fray Odorico D'Andrea, fraile franciscano de origen italiano, realizó su labor pastoral en San Rafael del Norte. Es Siervo de Dios con causa de beatificación en la Santa Sede.